# Майдзуру
Майдзу́ру (яп. 舞鶴市, まいづるし, МФА: [mai̯d͡zuru ɕi]?) — місто в Японії, в префектурі Кіото. Розташоване в північній частині префектури, на березі Японського моря.    Отримало статус міста 1938 року. Площа становить 342,35 км². Станом на 1 жовтня 2017 року населення складало 81 808  осіб, густота населення — 239 осіб/км².     

## Історія
Міядзу отримало статус міста 1 серпня 1938 року.

## Безпека
- У Майдзуру розташований регіональний штаб Управління морської безпеки Японії. Він забезпечує безпеку кордонів та територіальних вод Японії на півночі префектур Кіото, Фукуй, Хьоґо, Тотторі, Сімане[3].

## Клімат
Місто знаходиться у зоні, котра характеризується вологим субтропічним кліматом. Найтепліший місяць — серпень із середньою температурою 26.7 °C (80 °F). Найхолодніший місяць — січень, із середньою температурою 3.9 °С (39 °F).
| Клімат Майдзуру         | Клімат Майдзуру | Клімат Майдзуру | Клімат Майдзуру | Клімат Майдзуру | Клімат Майдзуру | Клімат Майдзуру | Клімат Майдзуру | Клімат Майдзуру | Клімат Майдзуру | Клімат Майдзуру | Клімат Майдзуру | Клімат Майдзуру | Клімат Майдзуру |
| Показник                | Січ.            | Лют.            | Бер.            | Квіт.           | Трав.           | Черв.           | Лип.            | Серп.           | Вер.            | Жовт.           | Лист.           | Груд.           | Рік             |
| Абсолютний максимум, °C | 18              | 20              | 22              | 33              | 31              | 34              | 37              | 37              | 36              | 32              | 25              | 20              | 37              |
| Середній максимум, °C   | 6               | 7               | 10              | 17              | 22              | 25              | 29              | 30              | 26              | 20              | 15              | 10              | 18              |
| Середня температура, °C | 3               | 3               | 6               | 12              | 17              | 21              | 25              | 26              | 22              | 16              | 11              | 6               | 15              |
| Середній мінімум, °C    | 0               | 0               | 2               | 7               | 12              | 17              | 22              | 22              | 18              | 12              | 7               | 2               | 10              |
| Абсолютний мінімум, °C  | −7              | −7              | −5              | −1              | 2               | 7               | 12              | 16              | 8               | 2               | 0               | −3              | −7              |
| Днів з опадами          | 26              | 24              | 23              | 17              | 15              | 18              | 18              | 16              | 20              | 18              | 20              | 24              | 239             |
| Днів з дощем            | 19              | 17              | 21              | 17              | 15              | 18              | 18              | 16              | 20              | 18              | 20              | 23              | 222             |
| Днів зі снігом          | 15              | 14              | 5               | 0               | 0               | 0               | 0               | 0               | 0               | 0               | 1               | 6               | 41              |
| ----------------------- | --------------- | --------------- | --------------- | --------------- | --------------- | --------------- | --------------- | --------------- | --------------- | --------------- | --------------- | --------------- | --------------- |
| Джерело: Weatherbase    |                 |                 |                 |                 |                 |                 |                 |                 |                 |                 |                 |                 |                 |

## Цікаві факти
- У ході російсько-японської війни 1904–1905 року японці захопили російський броненосець «Полтава», який 21 липня 1905 року ввійшов до складу Імперського флоту Японії під назвою «Танґо». 1907 року цей броненосець відбуксирували до Майдзуру, де капітально відремонтували і модернізували.